# Pascual Francisco de Borja y Centellas Ponce de León
Pascual Francisco de Borja y Centellas Ponce de León (Gandía, 28 de marzo de 1653-Madrid, 8 de diciembre de 1716), noble español que fue X duque de Gandía, VII marqués de Lombay, X conde de Oliva, II marqués de Quirra en Cerdeña, II marqués de Nules y conde de Centellas.

## Biografía
Nació en el Palacio Ducal de Gandía el viernes 28 de marzo de 1653 y recibió enseguida el agua de socorro en la capilla del palacio, por encontrarse en peligro de muerte, de manos del jesuita Carlos Girón de Rebolledo. Fue solemnemente bautizado en la iglesia colegial de Gandía el 27 de abril siguiente por el deán de la misma, José Ausina, y siendo sus padrinos su abuelo paterno Francisco de Borja y Centellas y su tía Ana Francisca de Borja y Doria. Era hijo segundogénito de Francisco Carlos de Borja y Centellas, IX duque de Gandía, y su esposa María Ponce de León. Tituló en vida de su abuelo como conde de Oliva y sucedió a su padre en 1665, bajo la tutoría de su madre, heredando los títulos paternos y las villas y baronías de Castel de Bayrent, Rebollar y Rugad, Pego, Murla, la Puebla-franca, Villalonga y Villamarchant, los valles de Gallinera y Ebo, Cofrentes y las Cinco Villas del Valle de Ayora. El 13 de octubre de 1669 la reina gobernadora Mariana de Austria le dispensó la minoría de edad para la libre administración y gobierno de sus estados, cuya dispensa mandó observar la Real Audiencia de Valencia el 14 de diciembre inmediato. Así, el 23 de marzo de 1670 pudo entrar en posesión personal de su casa.
Por real provisión del 28 de abril de 1678 se cometieron sus pruebas de nobleza en Valencia y Gandía a Jerónimo Ferrer y al licenciado Gonzalo Muñoz y Figueroa, en Andalucía a Francisco de Cabrera y Sande y al licenciado Juan Gascón y Herrera, y en Génova (por el cuartel Doria) a Manuel Colonna y a Carlos Ramírez de Baquedano, caballeros profesos de Santiago. Efectuadas estas pruebas, fueron despachadas y aprobadas por el Consejo de las Órdenes el 18 de agosto del mismo año. Fue caballero de la Orden de Santiago, comendador de Calzadilla en la provincia de León y gentilhombre de cámara del rey con ejercicio. En 1674 se convirtió en marqués de Nules, de Quirra y conde de Centellas por suceder en los estados y mayorazgos de Joaquín Carros de Centellas y Calatayud, mayordomo de Felipe IV.
Falleció en sus casas de Madrid de la calle de Atocha el 8 de diciembre de 1716, a los 63 años, habiendo testado el 30 de enero del mismo año ante el escribano real Felipe de Alcocer. Su testamento se abrió y publicó apenas ocurrido su fallecimiento, por orden del alcade de casa y corte José de Cenzano, y en él se hace llamar «el Duque Conde Marqués, conde de Centellas». Designó por testamentarios a su esposa, a su primogénito (marqués de Lombay), a sus hermanas la marquesa de la Guardia y a la condesa de Alba de Liste, a su hermano Carlos de Borja y Centellas, a sus cuñados el marqués de Priego y el conde de Teba, a su yerno el conde-duque de Benavente, a su consuegro el conde de Santiesteban del Puerto, a sus primos hermanos los duques de Arcos y de Baños, al consejero real Pedro José de la Graba, a Tomás Carranza, a Paulino de San Juan y a su secretario Manuel de Jaz. Mandó que su cuerpo fuese depositado en la bóveda de la iglesia de la Casa Profesa de Madrid hasta tanto recibiera sepultura definitiva entre sus abuelos en el panteón ducal de la colegial de Gandía.

## Matrimonio y descendencia
Previa dispensación del tercero con cuarto grado de consanguinidad, el duque casó el 16 de septiembre de 1669, en Montilla, con su prima tercera Juana Fernández de Córdoba y Figueroa, que era primogénita de Luis Ignacio Fernández de Córdoba y Figueroa, VI marqués de Priego, duque de Feria etc., y su esposa Mariana Fernández de Córdoba y Pimentel, dándoles las bendiciones nupciales el licenciado Diego Fernández Salvador, vicario de la parroquia de Santiago. El duque le ofreció a su esposa 4000 ducados anuales para los gastos de su cámara.
La duquesa hizo su testamento cerrado el 31 de julio de 1704 y luego dos codicilos, el 5 de junio de 1705 y el 23 de mayo de 1720. Falleció en su palacio madrileño el 10 de agosto de 1720 y mandó que se le enterrara con el hábito de Santa Teresa en la iglesia de la Casa Profesa de Madrid, debajo de su altar mayor.
Este matrimonio tuvo ocho hijos:
- Francisco Pascual de Borja y Centellas (n. 8 de mayo de 1672), que murió niño.[7]
- Luis Ignacio Francisco de Borja y Centellas (28 de julio de 1673-29 de enero de 1740), que le sucedió como XI duque de Gandía, IX marqués de Lombay, XI conde de Oliva, marqués de Nules y conde de Centellas, marqués de Quirra etc.[8][9]
- José Alonso de Borja y Centellas (22 de octubre de 1674-1693), que fue colegial mayor de Cuenca en Salamanca y murió siguiendo sus estudios.[8]
- María Ana de Borja y Centellas (29 de febrero de 1676-14 de mayo de 1748), que casó en primeras nupcias, en 1694, con Luis Francisco de Benavides y Aragón, IV marqués de Solera, y en segundas nupcias, en 1718, con Juan Manuel López de Zúñiga y Castro, XI duque de Béjar etc.[8]
- Ignacia Juana de Borja y Centellas (21 de julio de 1677-19 de abril de 1711), que casó el 10 de julio de 1695 con Antonio Francisco Alfonso Pimentel Vigil de Quiñones, XIII conde de Luna etc.[10]
- María Francisca de Borja y Centellas (n. 30 de octubre de 1679), que murió muy niña.[10]
- Pía María de Borja y Centellas, que fue monja profesa en el convento de Santa Clara de Gandía y después en el convento de las Descalzas Reales de Madrid.[10]
- Jesualda María de Borja y Centellas, que fue monja profesa del convento de Santa Clara de Gandía y después en el de las Descalzas Reales de Madrid; su padre le dejó en su testamento 300 ducados de renta anual durante su vida.[11]